# دنیس گواوک
دنیس گواوک (انگلیسی: Denis Goavec؛ زادهٔ ۱۵ سپتامبر ۱۹۵۷) بازیکن فوتبال اهل فرانسه است.
از باشگاه‌هایی که در آن بازی کرده‌است می‌توان به باشگاه فوتبال استاد برستوا ۲۹ اشاره کرد.